# Rumpler C-Typen
Die Rumpler C-Typen waren einmotorige Kampfflugzeuge der Rumpler Flugzeugwerke, die im Ersten Weltkrieg von der deutschen, der bulgarischen und der osmanischen Fliegertruppe an allen Fronten als Aufklärungs- und Mehrzweckflugzeuge eingesetzt wurden.

## Entwicklung

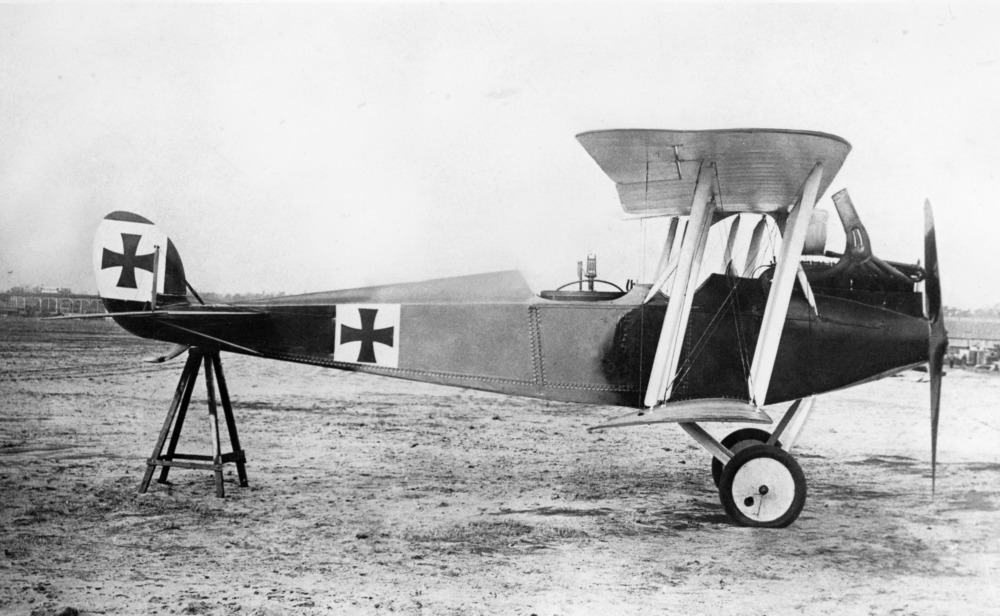
Rumpler C.III

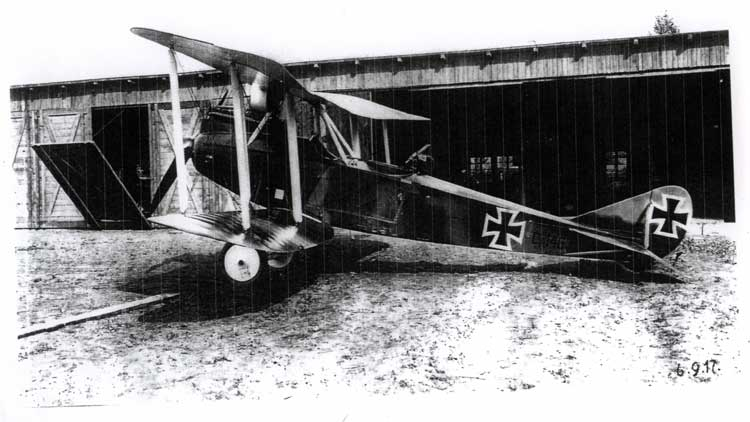
Rumpler C.IV

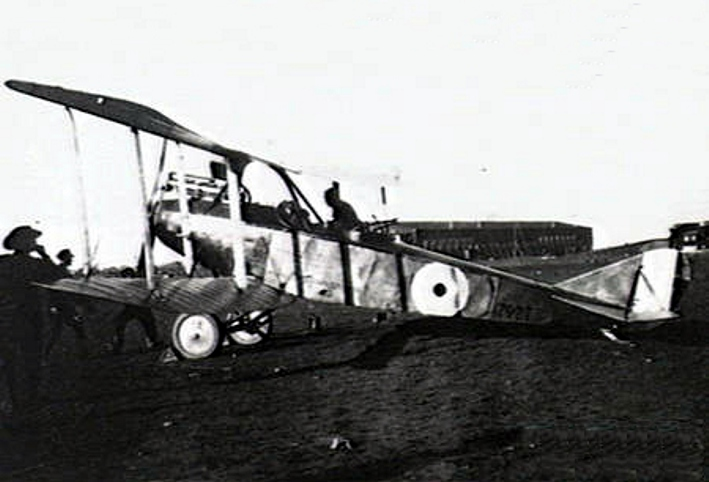
Erbeutete Rumpler C.VII (1919)

Der Anfangserfolg mit den Rumpler B-Typen und deren Seeflugzeugversionen für die Kaiserliche Marine ermutigten die Rumpler Flugzeug-Werke, auf dieser Basis einen bewaffneten Doppeldecker für Aufklärungs- und sonstige Aufgaben zu konstruieren.
Das Ergebnis war die Rumpler C.I (Werksbezeichnung 5 A2), der deutlich der B.I ähnelte und wie dieser das typische Heck der Rumpler Taube mit einem Schleifsporn hatte. Die Tragflächen waren leicht gestielt und hatten einen Sichtausschnitt am Rumpf, um die Sichtverhältnisse aus dem Cockpit zu optimieren. Als Antrieb diente ein 160 PS-starker Mercedes-D-III-Motor, ab 1916 in der Version Rumpler C.Ia auch ein Opel-Argus-As.III-Reihenmotor mit 180 PS, dessen halbkreisförmiger Kühler auf der oberen Tragflächenvorderkante zentral angebracht war. Erste Flugtests verliefen so erfolgversprechend, dass sehr schnell der Großserienbau nicht nur bei Rumpler selbst, sondern in Lizenz auch bei den Germania Flugzeugwerken, den Märkischen Flugzeug-Werken (M.F.W.), der Hannoverschen Waggonfabrik (HAWA) und den Albert Rinne Flugzeug-Werken anlief. Spätere C.I erhielten neben dem Beobachter-MG auch ein links am Rumpf montiertes, starr nach vorne gerichtetes, synchronisiertes MG für den Piloten. Die Produktion lief in großer Stückzahl bis Juni 1917, wobei allein HAWA 387 C.Ia und die Bayerischen Flugzeugwerke 150 unbewaffnete C.I als Schulflugzeuge lieferten.
Die geplante Weiterentwicklung zur Rumpler C.II erfolgte nicht, dafür erschien Ende 1916 die Rumpler C.III (Werksbezeichnung 6 A5) mit weiterhin gepfeilten Tragflächen von nunmehr unterschiedlicher Tiefe und zudem kürzeren Hecktragflächen, dazu modifiziertem Leitwerk, stärkerem Benz-Motor und Propellerspinner. Ihr folgte die nur geringfügig modifizierte stärkere Rumpler C.IV (Werksbezeichnung 6 A7) mit noch leistungsfähigerem und voll verkleidetem Mercedes D.IVa-Motor und geänderter Seitenflosse. Neben Rumpler produzierten die Pfalz-Flugzeugwerke die C.IV in Lizenz, diese bauten als leichte Modifikation Querruder an beiden Tragflächen ein.
Für die Marine wurde eine Schwimmerausführung der C.I als Rumpler 6B1 bzw. später mit dem Leitwerk der neuen Rumpler C.IV als Rumpler 6B2 konstruiert. Von diesen beiden Versionen entstanden 98 Maschinen.
Die C.IV-Variante Rumpler C.V wurde nicht in Produktion gegeben und über die Variante Rumpler C.VI ist wenig bekannt.
Die ab 1917 gebaute Rumpler C.VII war etwas kleiner als ihre Vorgänger und hatte einen 240-PS-Maybach-Motor, der trotz geringerer Stärke mit seiner höheren Verdichtung die Höhenflugeigenschaften des Flugzeugs noch weiter verbesserte.
Die 1917 erschienene Rumpler C.VIII (Werksbezeichnung 6 A8) mit 180 PS Opel Argus-Motor diente als verkleinertes Schulflugzeug, hatte aber etwas breitere Tragflächen. Die Rumpler C.IX war als Jagdzweisitzer oder Begleitjäger konzipiert, die Rumpler C.X mit 240-PS-Maybach-Motor (Werksbezeichnung 8 C14) als Aufklärer.

## Einsatz
Die C.I kam ab 1915 an die Front und blieb aufgrund ihrer Vielseitigkeit und Zuverlässigkeit eines der am längsten verwendeten C-Flugzeuge. Im Oktober waren 250 Flugzeuge im Einsatz und wenn diese ab 1917 auch nur noch auf Nebenkriegsschauplätzen wie im Balkan oder Palästina eingesetzt werden konnten, so blieben C.I vereinzelt bis Kriegsende an der Front. C.I dienten als Aufklärer und als leichte Bomber und später dank ihrer gutmütigen Flugeigenschaften als Schulflugzeuge.
Von der C.III waren im Februar 1917 75 Stück im Fronteinsatz, blieben jedoch in den Leistungen zurück. Dafür fand die C.IV (Werksbezeichnung 6 A7) breite Verwendung und zeigte sich insbesondere durch besonders gute Höhenflugleistungen hervorragend als Fotoaufklärer geeignet, wofür eine durch eine Bodenklappe nach unten gerichtete Kamera fest eingebaut wurde. Wie ihre Vorgänger konnte die C.IV bis zu 100 kg Bomben mitführen. Die Produktion teilten sich Rumpler, die bayerischen Rumplerwerke (Bayru) und Pfalz.
Die noch erfolgreichere C.VII kam 1917 mit Tastfunkgerät ausgestattet oder in der Variante Rumpler C.VII (Rubild) als hervorragender Fotoaufklärer mit Reihenbildkamera zum Einsatz. Zur Gewichtsverringerung wurde auf das Piloten-MG verzichtet, dafür aber der Besatzung durch Sauerstoffgeräte und elektrisch beheizbare Fliegermonturen das Arbeiten in über 7.000 m Höhe ermöglicht. C.IV und C.VII waren in großer Höhe noch so schnell, dass sie sich einem Angriff von alliierten Jägern leicht entziehen konnten – ein großer Vorteil, da die Fotoaufklärung zum Teil weit jenseits der Frontlinien über gegnerischem Gebiet durchgeführt werden musste. Beide Typen blieben bis Kriegsende im Einsatz.
Über den Einsatz der Typen C.VIII bis C.X ist nichts bekannt.

## Verwendung nach Kriegsende
1919 gelangten einige C.I nach Polen und wurden von der polnischen Fliegertruppe im Kampf gegen Sowjet-Russland 1919/20 eingesetzt. Nach dem Krieg wurden mehrere Rumpler C.I zu zivilen Verkehrsflugzeugen umgebaut.
Die litauische Luftwaffe kaufte drei C.I im Juni 1919 aus Flieger Abteilung Nr. 425. Zwei von ihnen wurden zwischen 1919 und 1920  im Krieg gegen Bolschewiki und Polen eingesetzt.
Eine Rumpler C IV befindet sich heute im Bestand des Deutschen Museums in München.

## Technische Daten
| Kenngröße                       | C.I                                                                             | C.III                           | C.IV                                | C.VII                           |
| ------------------------------- | ------------------------------------------------------------------------------- | ------------------------------- | ----------------------------------- | ------------------------------- |
| Erstflug                        | 1915                                                                            | 1916                            | 1917                                | 1917                            |
| Besatzung                       | 2                                                                               | 2                               | 2                                   | 2                               |
| Länge                           | 7,85 m                                                                          | 8,20 m                          | 8,40 m                              | 8,20 m                          |
| Spannweite                      | 12,15 m                                                                         | 12,66 m                         | 12,66 m                             | 12,55 m                         |
| Höhe                            | 3,05 m                                                                          | 3,25 m                          | 3,20 m                              | 3,40 m                          |
| Flügelfläche                    | 35,70 m²                                                                        | 34,80 m²                        | 34,80 m²                            | 33,60 m²                        |
| Leermasse                       | 793 kg                                                                          | 839 kg                          | 1050 kg                             | 1050 kg                         |
| Startmasse                      | 1330 kg                                                                         | 1264 kg                         | 1630 kg                             | 1485 kg                         |
| ein wassergekühlter Reihenmotor | Mercedes D III, 160 PS (ca. 120 kW) oder Opel-Argus As III, 180 PS (ca. 130 kW) | Benz Bz IV, 220 PS (ca. 160 kW) | Mercedes D IVa, 260 PS (ca. 190 kW) | Maybach Mb IVa, 245 PS (180 kW) |
| Höchstgeschwindigkeit           | 150 km/h                                                                        | 136 km/h                        | 175 km/h                            | 175 km/h                        |
| Steiggeschwindigkeit auf 1000 m |                                                                                 |                                 | 3:45 min                            | 2:18 min                        |
| Steiggeschwindigkeit auf 2000 m |                                                                                 | 16 min                          |                                     |                                 |
| Steiggeschwindigkeit auf 3000 m | 25 min                                                                          |                                 | 16 min                              |                                 |
| Steiggeschwindigkeit auf 5000 m |                                                                                 |                                 | 38 min                              | 21:30 min                       |
| Steiggeschwindigkeit auf 7000 m |                                                                                 |                                 |                                     | 50 min                          |
| Gipfelhöhe                      | 5000 m                                                                          | 4000 m                          | 6800 m                              | 7300 m                          |
| Reichweite                      | 600 km                                                                          | 480 km                          | 585 km                              | 585 km                          |
| Flugdauer                       | 4 h                                                                             |                                 |                                     | 3:30 h                          |
| Bewaffnung                      | 1–2 MG, 100 kg Bomben (10×10 kg)                                                | 2 MG, 100 kg Bomben             | 2 MG, 100 kg Bomben                 | 1–2 MG                          |